# Krste Velkoski
Krste Velkoski (mazedonisch Крсте Велкоски; * 20. Februar 1988 in Struga) ist ein nordmazedonischer Fußballspieler.

## Karriere

### Verein
Krste Velkoski erlernte das Fußballspielen in der Jugendmannschaft von Rabotnički Skopje. Hier unterschrieb er 2006 auch seinen ersten Vertrag. Der Verein aus Skopje spielte in der ersten Liga, der Prva Makedonska Liga. Mit dem Klub wurde er 2006 und 2008 mazedonischer Fußballmeister. 2007 feierte er die Vizemeisterschaft. 2008 gewann er mit Skopje den Kup na Makedonija. Im Endspiel besiegte man FK Milano Kumanovo mit 2:0. Von Oktober 2008 bis Februar 2010 spielte er beim Ligakonkurrenten FK Metalurg Skopje. Im März 2010 ging er nach Rumänien, wo er sich Ceahlăul Piatra Neamț anschloss. Der Verein aus Piatra Neamț spielte in der ersten Liga, der Liga 1. Am Ende der Saison musste er mit dem Verein in die zweite Liga absteigen. Nach dem Abstieg verließ Velkoski Rumänien und ging nach Zypern. Hier nahm ihn der in Paralimni beheimatete Erstligist Enosis Neon Paralimni unter Vertrag. Nach elf spielen für Paralimni kehrte er 2011 zu seinem ehemaligen Verein Rabotnički Skopje zurück. 2012 stand er mit Rabotnički wieder im Finale des Kup na Makedonija. Hier verlor man 3:1 gegen FK Renova Džepčište. 2014 nahm ihn der FK Sarajevo aus Bosnien und Herzegowina unter Vertrag. Bei dem Verein aus Sarajevo spielte er bis Februar 2016. Mit FK stand er 2014 im Pokalfinale des Kup-BiH. Hier besiegte man NK Čelik Zenica. 2015 feierte er mit dem Klub die Meisterschaft. Im März zog es ihn nach Asien. In Südkorea unterschrieb er einen Vertrag bei Incheon United. Das Fußballfranchise aus Incheon spielte in der K League Classic, der höchsten Spielklasse Südkoreas. Nach 24 Erstligaspielen nahm ihn Anfang 2017 der thailändische Erstligist Nakhon Ratchasima FC aus Nakhon Ratchasima unter Vertrag. Nach der Hinserie kehrte er zu seinem ehemaligen Verein FK Sarajevo zurück. Dort konnte er 2019 und 2020 die Meisterschaft sowie 2019 und 2021 den nationalen Pokal gewinnen.

### Nationalmannschaft
Bis 2009 spielte Veloski für diverse mazedonische Jugendauswahlen. Sein Debüt für die A-Nationalmannschaft gab er am 8. September 2014 in einem EM-Qualifikationsspiel gegen Spanien (1:5). Für die EM 2021 wurde er in den nordmazedonischen Kader nominiert, kam dort aber zu keinem Einsatz für sein Land.

## Erfolge
Rabotnički Skopje
- Mazedonischer Meister: 2006, 2008, 2014
- Mazedonischer Pokalsieger: 2008, 2009, 2014

FK Sarajevo
- Bosnisch-Herzegowinischer Meister: 2015, 2019, 2020
- Bosnisch-Herzegowinischer Pokalsieger: 2014, 2019, 2021